# تعليم الصم في كينيا
يعد تعليم الصم في كينيا قسمًا متغيرًا باستمرار في نظام التعليم الكيني الذي يركز على تعليم الطلاب الكينيين الصم وضعاف السمع وضعاف السمع. توجد في كينيا العديد من المنظمات التي أنشئت لحماية حقوق الصم الكينيين وتعزيز التقدم في تعليم الصم. إن حالة تعليم الصم في كينيا تتغير وتتحسن باستمرار.

## استخدام لغة الإشارة للصم في كينيا

### لغة الإشارة الكينية
لغة الإشارة الكينية (KSL) هي اللغة المستخدمة من قبل مجتمع الصم في كينيا، والذي يقدر عدد سكانه بنحو 600 ألف نسمة. مع عدد سكان يبلغ حوالي 340 ألف متحدث (بناءً على إجماع عام 2007)، تعمل لغة الإشارة الكينية كوسيلة أساسية للتواصل لأكثر من نصف سكان الصم. هناك لهجتان معروفتان كيزيمو في غرب كينيا ومومباسا في شرق كينيا.
مثل لغات الإشارة الأخرى، تطورت لغة الإشارة الكورية إلى حد كبير من خلال التفاعلات الاجتماعية للصم. يتم إثراء المفردات وتغييرها باستمرار من خلال نقل العلامات الفريدة التي تنشأ في المناطق النائية إلى المدارس أو المجتمعات الأخرى. يمكن لهذه الاختلافات الإقليمية أن تؤدي إلى خلق لهجات، تماماً كما هو الحال في اللغات المنطوقة. كينيا، باعتبارها دولة متنوعة ثقافيًا، لديها حوالي 42 مجموعة عرقية، ولغات الإشارة المحلية الخاصة بها وفرت الأساس للغة الإشارة الكينية وسمحت بتنويعها المستمر.
ألف أول قاموس للغة الإشارة الأفريقية في كينيا عام 1988 من قبل روثينبورج جينسن وييغو حول لغة الإشارة الكينية.

#### عائلة لغة الإشارة الكينية
قد تكون لغة الإشارة الكورية مرتبطة بلغة الإشارة الأمريكية (ASL) ولغة الإشارة البريطانية (BSL)، والأبجدية اليدوية تعتمد إلى حد كبير على لغة الإشارة الأمريكية، على الرغم من أن الأبجدية البريطانية كانت مستخدمة سابقًا ولا تزال مستخدمة في مدرسة مومباسا. لقد تأثرت لغة الإشارة الكينية إلى حد كبير بلغة الإشارة الأمريكية منذ بداية التعليم الرسمي. تأسست العديد من المدارس الكينية للصم على يد كنائس مثل الكنيسة المشيخية في شرق إفريقيا والكنيسة الكاثوليكية، وتأثرت فيما بعد بقادة الصم مثل البروفيسور مايكل ندورومو، الذي دعا إلى استخدام لغة الإشارة والأبجدية اليدوية، بالإضافة إلى العديد من المترجمين والمتطوعين المرتبطين بهم. كان أصل العديد من برامج تدريب المترجمين هو التأثيرات التي أحدثتها المنظمات المرتبطة باستخدام لغة الإشارة الأمريكية، مثل فيلق السلام في تأسيس جمعية مترجمي لغة الإشارة الكينية (لغة الإشارة الكينيةIA).
قد لا تعتبر لغة الإشارة الأمريكية المستخدمة للتدريس في المدارس لغة إشارة أمريكية أصلية نظرًا للقدر الكبير من تأثير لغة الإشارة الأمريكية.
لغة الإشارة الكينية هي الأساس للغة الإشارة الصومالية. ويرجع ذلك إلى حقيقة أن أول مدرسة للصم في الصومال مع معلميها الثلاثة جاءوا من مدرسة أنالينا تونيلي الكينية للصم في واجير.
على الرغم من أن لغة الإشارة الكينية لا ترتبط إلى حد كبير باللغات الأخرى، إلا أنها تشبه لغات الإشارة الأوغندية والتنزانية. ومع ذلك، فإن الصم الأوغنديين والتنزانيين لا يستطيعون في كثير من الأحيان فهم لغة الإشارة الكورية بشكل جيد. ومع ذلك، يعرف العديد من الصم الأوغنديين لغة الإشارة الكينية نظرًا لحقيقة أنهم يسافرون غالبًا إلى كينيا للحصول على التعليم الثانوي.

### الاعتراف القانوني
اللغات الرسمية في كينيا هي الإنجليزية والكيسواحيلية، على الرغم من أن لغة الإشارة الكينيةI تبذل جهودًا لمنح لغة الإشارة الكينية ولغة برايل مكانة رسمية أيضًا. على الرغم من أنها ليست اللغتين الرسميتين في كينيا، فقد تم ذكر لغة برايل ولغة كيه إس إل في دستور عام 2009، المادة 7، حيث تنص على أن الدولة ستحمي هاتين اللغتين الكينيتين إلى جانب اللغات الأصلية في كينيا. 

### استخدام لغة الإشارة الكينية في كينيا
تستخدم حكومة كينيا اللغة الإنجليزية الموقعة الكينية، وهي موازية للغة الإنجليزية الموقعة الأمريكية الدقيقة، حيث لا تحتوي لغة الإشارة على قواعدها النحوية الخاصة وتتبع قواعد اللغة الإنجليزية. تُستخدم اللغة الإنجليزية الموقعة بالكينيا أيضًا في جميع المدارس التابعة لمعهد كينيا للتعليم. ومن ناحية أخرى، تحظى لغة الإشارة الكينية بدعم من جامعة نيروبي. يتم استخدامه في نيانغوما ومومياس، وكلاهما مدارس ابتدائية للصم في غرب كينيا. هناك سلبية ملحوظة تجاه لغة الإشارة الكينية من جانب معلمي التعليم الخاص. ومن المعروف أن بعض المدارس تستخدم لغات إشارة أخرى، بما في ذلك مدرسة في مومباسا تستخدم لغة الإشارة البريطانية. ويقدم القسم التالي نظرة أكثر تعمقًا لاستخدام لغة الإشارة الكينية وSEE في المدارس الكينية.

## الهيكل التعليمي الكيني ودمج تعليم الصم
في كينيا، يشكل تعليم الصم جزءًا من وزارة التعليم تحت قسم التعليم الخاص. تلعب خدمات التقييم والموارد التعليمية (EARS) أيضًا دورًا في مساعدة فرص تعليم الصم. تستضيف مركز التقييم والموارد التعليمية (EARC) في كل منطقة كينية. قبل إدخال الطفل الأصم إلى المدرسة، يتم تقييمه في مركز EARC المحلي.

### تاريخ تعليم الصم في كينيا

#### إنشاء مدارس الصم واستخدام لغة الإشارة الكورية
تاريخيا، تم إجراء العديد من التغييرات على السياسات في كينيا فيما يتعلق بلغة التدريس في مدارس الصم. ابتداءً من القرن التاسع عشر، بدأ المبشرون من أوروبا في إنشاء مدارس للصم. ومع ذلك، كانت هذه المدارس تخدم السكان الأثرياء وتستبعد الأسر الفقيرة من التعليم المتخصص. في ذلك الوقت، كان هناك تركيز قوي على التواصل الشفهي، وقراءة الشفاه، وعلاج النطق، وأجهزة السمع.
لفترة طويلة، نسبت بعض المنشورات والمتحدثين إنشاء مدارس للصم في كينيا إلى الدكتور أندرو جاكسون فوستر. ولم يقم الدكتور فوستر بإنشاء أية مدارس أو كنائس للصم في كينيا. تركز عمل الدكتور فوستر بشكل رئيسي في غرب أفريقيا.
في كينيا، تم إنشاء مدارس للصم من قبل هيئات دينية، مسيحية وإسلامية. أول مدرسة للصم في كينيا كانت مدرسة آغا خان في مومباسا والتي تأسست عام 1958. تأسست مدرسة مومياس للصم ومدرسة نيانغوما للصم من قبل الكنيسة الكاثوليكية في عام 1961، تلاها مدرسة كامبوي للصم التي أسستها الكنيسة المشيخية في شرق أفريقيا (PCEA) في عام 1963. ثم تلا ذلك عدد من المدارس التي أنشأتها الكنائس، بما في ذلك مدرسة تومو تومو للصم في عام 1970 التي أنشأتها الكنيسة المشيخية الأمريكية، كما بدأت الكنيسة الميثودية مدرسة كاجا للصم، وبدأت الكنيسة الأنجليكانية مدرسة ماسينو للصم. تم إنشاء مدرسة أخرى للصم - مدرسة كابسابيت للصم - بواسطة الكنيسة الأفريقية الداخلية. كانت كل هذه المدارس رائدة في كنائسها الخاصة قبل وقت طويل من زيارة أندرو فوستر لكينيا للمرة الأولى في ثمانينيات القرن العشرين أثناء انتقاله إلى نيجيريا. علاوة على ذلك، بدأت مدارس الصم في كينيا باستخدام لغة الإشارة عندما تم تقديمها إلى المدارس من قبل البروفيسور مايكل ندورومو في أوائل الثمانينيات.
ومن الحقائق المهمة الأخرى التي يجب ملاحظتها أن جمعية كينيا للأطفال الصم (KSDC) تم تسجيلها في عام 1958. في الواقع، كان البروفيسور مايكل ندورمو، الذي أصبح فيما بعد عنصراً فعالاً في تعليم الصم في كينيا، أحد أوائل طلاب KSDC في مركز داجوريتي للأطفال في الفترة من 1961 إلى 1963. ومن بين رواد التعليم الصم الآخرين في كينيا سانتينا موارانيا، وروز ماري ألو، وسكولاستيكا ماجوما، وسولومون كايا، وفلورنس باسيكي (من أوغندا)، وإلكانا كيموتاي الذين كانوا من بين الدفعة الأولى من الطلاب في مدرسة مومياس للصم؛ والسيد باتريك هاجوي، والقس دانيال نجيهيا، والقس جوزيف أونديك الذين كانوا من بين أوائل الطلاب في مدرسة نيانغوما للصم. سيصبح معظم طلابهم الرائدين فيما بعد قادة مؤثرين للغاية للصم في العديد من مجالات الحياة في كينيا.
بدأ استخدام الاتصال المتزامن، أو الكلام المدعوم بالإشارة، في عام 1986 وما زال موجودًا حتى الآن. يتضمن الاتصال المتزامن (SimCom) استخدام اللغات المشفرة الشفهية واليدوية - في هذه الحالة اللغة الإنجليزية واللغة الإنجليزية الدقيقة الموقعة. في حين أن هذه الطريقة فعالة من الناحية النظرية، إلا أنها قد تصبح مربكة للغاية في الممارسة العملية. ومع ذلك، يزعم أن هذا النمط من التواصل أدى إلى التقدم الأكاديمي.
بدأت إحدى الحالات الأولى لتعليم الصم باستخدام لغة الإشارة بدلاً من الطريقة الشفهية للمدارس التبشيرية مع إنشاء جمعية كينيا للأطفال الصم (KSDC) في عام 1958، والتي قامت ببناء أول مدرستين تم تصميمهما خصيصًا للصم - نيانغوما ومومياس. تم بناء المدرستين الابتدائيتين في غرب كينيا بحلول عام 1961. تم بناء المدارس الثانوية بسبب زيادة عدد الطلاب الملتحقين بها بشكل كبير. وبحسب إحصاءات جمعية KSDC، التحق 1710 طالبًا بمدارس الصم في عام 1982، وبحلول عام 2001 وصل العدد إلى 6000 طالب. تم الإبلاغ عن بناء 23 مدرسة للصم في الفترة من 1960 إلى 1980. ومع ذلك، وحتى مع الأخذ في الاعتبار هذه الحركة المثيرة للإعجاب، فمن المقدر أن حوالي 30% من جميع الأطفال الصم في كينيا ما زالوا لا يذهبون إلى المدرسة.
البروفيسور مايكل ندورومو هو كيني أصم تلقى تعليمه في الولايات المتحدة والذي دعا إلى استخدام SEE في عام 1985 أثناء عمله في معهد كينيا للتعليم (KIE). كان من المؤيدين لاستخدام لغة الإشارة في الفصول الدراسية. وقد أدى هذا إلى قيام وزارة التعليم بتأسيس مدرسة ماشاكوس للصم، حيث قام ندورمو بدمج الأبجدية اليدوية للغة الإشارة الأمريكية وطريقة التواصل الشاملة. التواصل الكامل هو مزيج من الشفهية واليدوية، ويتضمن استخدام مفردات الفرد المحددة، ولغة الإشارة، وهجاء الأصابع، وقراءة الكلام والشفاه، واللغة المشفرة يدويًا وأشكال أخرى من التواصل للتدريس على المستوى الفردي للطلاب.
أظهرت دراسة أجرتها وزارة التعليم عام 1988 أن استخدام التواصل الشامل كأسلوب تدريسي مكّن من التعلم بشكل أسرع وكان أكثر فعالية للنمو المعرفي عندما تم دمجه في سن مبكرة مقارنة بالأعمار اللاحقة. بعد هذه الدراسة، شجعت الحكومة الكينية استخدام لغة الإشارة، وبشكل أكثر تحديدًا، لغة الإشارة الكينية جنبًا إلى جنب مع التواصل الكامل في المدارس والفصول الدراسية للصم.

### هيكل تعليم الصم في كينيا

#### سياسة تعليم اللغة
باعتبارها واحدة من اللغتين الرسميتين في كينيا، تحظى اللغة الإنجليزية بأهمية كبيرة في النظام المدرسي الكيني. منذ أن دخل تقرير غاتشاتي حيز التنفيذ في عام 1976 وأصلح النظام المدرسي في كينيا، أصبحت جميع المدارس الكينية تعلم أطفال المدارس الكينيين القراءة والكتابة باللغة الإنجليزية من مرحلة ما قبل المدرسة وحتى الصف الثالث. بدءًا من الصف الرابع، يتم تدريس الطلاب باللغة الإنجليزية فقط، باستثناء فصول اللغة السواحيلية أو فصول اللغات الأخرى. جميع الامتحانات الوطنية في كينيا مكتوبة ويتم إجراؤها باللغة الإنجليزية. تعتبر هذه الاختبارات ذات أهمية كبيرة لمستقبل الطلاب، لأنها تحدد المستوى الدراسي الذي سيتم وضع الطالب فيه، وقبوله في برامج الكلية، وحتى الحصول على وظائف. التسهيلات الوحيدة المقدمة للطلاب الصم هي تمديد لمدة 30 دقيقة أثناء امتحانهم. لا توفر الجامعات الكينية مترجمين لطلابها الصم. ونتيجة للتركيز الشديد على مهارات اللغة الإنجليزية، فقد بُذلت جهود لتعظيم تعرض الطلاب الصم للغة الإنجليزية على أمل أن يساعد ذلك في إعدادهم بشكل أفضل لامتحاناتهم وبالتالي ضمان مستقبل أفضل وفرص عمل أفضل. إن مركزية اللغة الإنجليزية في كينيا هي أحد الدوافع الرئيسية وراء تنفيذ التعليم الشامل في المدارس الكينية.

#### اللغة الإنجليزية في النظام المدرسي الكيني وتأثيراتها على استخدام لغة الإشارة الكينية
يجب على أطفال المدارس أن يتقنوا اللغة الإنجليزية بسبب التركيز عليها في التعليم والامتحانات الكينية، وهذا يعني أن المعرفة الكاملة بقواعد اللغة الإنجليزية أمر ضروري. نظرًا لأن لغة الإشارة الكينية لها قواعدها الخاصة، فإن الطلاب الصم الذين يدرسون في لغة الإشارة الكينية يعتبرون في وضع غير مؤات.
في محاولة لدمج المزيد من التعرض للغة الإنجليزية في تعليم الصم، ومساعدة هؤلاء الطلاب على إتقان قواعد اللغة الإنجليزية، وجعل تعلم القراءة والكتابة باللغة الإنجليزية أكثر جدوى، تم تقديم اقتراحات لفرض استخدام اللغة الإنجليزية الدقيقة. تستخدم اللغة الإنجليزية الدقيقة الموقعة (SEE) بنية الجملة في اللغة الإنجليزية مع الإشارات البصرية للغة الإشارة. إنها لغة مشفرة يدويًا، وتسمى أيضًا لغة شفهية إشارة، وبالتالي فهي ليست "لغة طبيعية" نظرًا لحقيقة أنها لم تتطور بشكل طبيعي داخل السكان البشريين، وبدلاً من ذلك تم تجميعها عن طريق دمج جوانب اللغة الشفهية ولغات الإشارة. لا تعتبر اللغة الإنجليزية الموقعة الدقيقة لغة مستقلة لأنها لا تحتوي على بنية نحوية مميزة؛ بل تعتبر بدلاً من ذلك نظام إشارة يدوي.
ومع ذلك، لا يأخذ SEE في الاعتبار العديد من الجوانب الدقيقة للغة الإشارة، مثل التغيرات في تعبيرات الوجه التي تؤثر على المعنى. قد يؤدي استخدام SEE أيضًا إلى إعاقة تطوير واستخدام لغة الإشارة الكينية. تظهر الدراسات التي أجريت على سيم كوم والثنائية اللغوية الإشارية أن استخدام كل من التواصل الشفهي والتواصل المشفر يدويًا يحسن الفهم والاستيعاب ولكنه قد يعيق التعقيد اللغوي للمعلم، مما يجعل استخدامهم للغة أبسط. عند سؤالهم، فضل العديد من الطلاب التعلم من خلال لغة الإشارة بدلاً من لغة الإشارة الأمريكية (SEE) (أو لغة الإشارة الأمريكية) وذكروا أن استخدام لغة الإشارة والكلام معًا أمر مربك. ومع ذلك، فإن المعلمين ليسوا على نفس القدر من الكفاءة في لغة الإشارة الكينية.
اللغة السواحيلية مادة إلزامية في المدارس الكينية، ولكن بسبب انخفاض نتائج الطلاب الصم فقد تم التفكير في استبدالها بتدريس اللغة السواحيلية، حيث تتصدر جمعية كينيا للأطفال الصم (KSDC) هذا الاقتراح. في الواقع، أصبحت لغة الإشارة الكورية الآن خيارًا للطلاب الصم في بعض المدارس، على الرغم من عدم وجود كتب مدرسية لتسهيل تدريس لغة الإشارة الكورية كمادة دراسية.

### استراتيجيات مختلفة في تعليم الصم
تاريخيًا، تم استبعاد العديد من الطلاب، وخاصة أولئك الذين لديهم احتياجات خاصة مثل الصم، من المدارس، وخاصة في البلدان النامية. ومع ذلك، هناك الآن العديد من الطرق لتعليم الصم موجودة في كينيا وكذلك في بقية العالم. هناك جدل كبير حول أي مسار يمكن اعتباره أفضل مسار للعمل، حيث أن لكل منها جوانب إيجابية وسلبية. ومن بين هذه الاستراتيجيات:
- الإدماج، حيث يتعلم الصم (والطلاب ذوي الاحتياجات الخاصة الأخرى) جنبًا إلى جنب مع الطلاب الذين يسمعون.[8] يتغير هيكل الفصل وطريقة التدريس لاستيعاب الطلاب ذوي الاحتياجات الخاصة.[2]
- التكامل، حيث يتعلم الطلاب الصم جنبًا إلى جنب مع الطلاب الذين يسمعون. على الرغم من التشابه مع الإدماج، يتم تعليم أطفال التعليم الخاص التكيف مع الفصل بدلاً من تغيير بنية الفصل ككل.[2]
- الدمج، حيث يتعلم الطلاب الصم مع الطلاب الأصحاء لجزء من اليوم، اعتمادًا على مستواهم الأكاديمي، ولكن يتم قضاء جزء من اليوم في فصول التعليم الخاص.[7] وهذا يسمح بالاهتمام الفردي إلى جانب التفاعل الاجتماعي مع الطلاب العاديين.
- الفصل، حيث يتم تعليم الطلاب ذوي الاحتياجات الخاصة بشكل منفصل عن الطلاب الآخرين، أو في مدارس خاصة منفصلة تمامًا.

#### التكامل والتعليم الشامل في كينيا

##### التكامل في المدارس الكينية
يمكن إرجاع بداية عملية دمج ذوي الاحتياجات الخاصة في النظام التعليمي الكيني إلى بريطانيا، وذلك لأن معظم مطوري التعليم الخاص الكينيين تلقوا تدريبهم في بريطانيا، حيث تم إقرار عملية التكامل في عام 1981. وعند عودتهم، تم وضع سياسات تتعلق بدمج الطلاب الصم وغيرهم من ذوي الاحتياجات التعليمية الخاصة في المدارس العادية - على الرغم من أن هؤلاء الطلاب ما زالوا يحظون باهتمام خاص. وبسبب التركيز على التطبيع، تم تعليم الطلاب الصم تطوير الكلام، مما أدى في كثير من الأحيان إلى المساس بتعرضهم لمواضيع أخرى. ورغم مرور سنوات على دمج التكامل في النظام التعليمي، إلا أن معدل التحسن الأكاديمي لم يصل بعد إلى مستوى التوقعات. هناك سلبية عامة وتجاهل لهياكل السياسة إلى جانب الافتقار إلى التنفيذ. وبالتالي، فإن الاقتراح الحالي لتحسين تعليم الصم هو تبني التعليم الشامل.

##### صعود التعليم الشامل
رغم أن مفهوم التعليم الشامل ليس جديدًا جدًا، إلا أن تنفيذه من قبل المعلمين الكينيين يعد جديدًا أيضًا. بدأت استراتيجيات الإدماج عندما قامت كلية التربية بجامعة كامبريدج وجامعة كينياتا وقسم التعليم الخاص بوزارة التعليم الكينية ببدء برنامج ربط في عام 2001 مخصص للإدماج التعليمي. وقد أدى هذا إلى إطلاق جهد واسع النطاق لتعزيز الإدماج في مدارس الصم في البلاد على أمل أن يؤدي ذلك إلى إعداد الطلاب الصم بشكل أفضل للأنظمة التعليمية والامتحانات الكينية المعتمدة على اللغة الإنجليزية. تعمل الحكومة الكينية حالياً على دمج الإدماج في سياسة نظامها التعليمي. تشير التوقعات إلى أنه سيكون هناك على الأقل مدرس واحد للاحتياجات الخاصة في كل مؤسسة بحلول عام 2015. تدعم منظمة تشيشاير الدولية في المملكة المتحدة مشروع أوريانج الشامل في غرب كينيا - وهو البرنامج الشامل الوحيد للمدارس العامة. يدير المشروع حاليًا خمس مدارس عادية. لم يتم إجراء تقييمات للتحسين الأكاديمي نيابة عن المشروع بعد.

###### الجدل الدائر حول التعليم الشامل
يعد الإدماج أحد الطرق العديدة للتعامل مع تعليم الطلاب الصم وضعاف السمع في جميع أنحاء العالم ويعتبره الكثيرون النهج الأفضل. ومع ذلك، بسبب الحاجز اللغوي، فإن إدراج الطلاب ذوي الإعاقات السمعية في المدارس العادية يمكن أن يكون له تأثير سلبي كبير على التحصيل الدراسي إذا لم يتم توفير الدعم المناسب والاهتمام الخاص بشكل كافٍ. يرفض نهج التعليم الشامل استخدام المدارس الخاصة أو فصل الطلاب ذوي الاحتياجات الخاصة عن الهيئة الطلابية الرئيسية. وبما أن المدارس الخاصة مصممة خصيصًا لاستهداف احتياجات مجموعة محددة من الطلاب، فإن رفض فصل هؤلاء الطلاب يمكن أن يضحي بجودة التعليم اللازمة لدعم طلاب معينين وإبقائهم على المسار الصحيح مع النظام التعليمي. بالإضافة إلى ذلك، فإن دمج هؤلاء الطلاب مع نظرائهم من الطلاب العاديين قد يضعهم في وضع غير مؤاتٍ إلى حد كبير عندما يتعلق الأمر بالتنافس على هذه المرافق بالإضافة إلى الاهتمام والتوجيه من قبل مدرسيهم.
إن فرض التعليم الشامل في البلدان النامية مثل كينيا يتجاهل كيف أن قضايا مثل عدم كفاية التمويل، وعدم كفاية تدريب المعلمين، والأعداد الكبيرة من الطلاب في الفصول الدراسية، وأنظمة المدارس غير المرنة قد تؤثر على فعالية تعليم هؤلاء الطلاب.
تشير الدراسات إلى أن آباء الطلاب الصم يفضلون إرسال أطفالهم إلى مدارس خاصة على افتراض أنهم سيحصلون على تعليم أفضل ومتخصص، وسيتفاعلون مع الطلاب الآخرين الذين يعانون من ضعف السمع، وسيستخدمون لغة مشتركة.

#### نقص المعلمين
يجب أن يحمل جميع معلمي تعليم الصم إما (1) دبلوم في تعليم الاحتياجات الخاصة من معهد كينيا للتعليم الخاص (KISE) أو (2) درجة في تعليم الاحتياجات الخاصة من جامعة كينياتا أو ماسينو. وبسبب النقص في المعلمين المؤهلين، فإن بعضهم لا يحمل أيًا من هذه المؤهلات. يتم تدريب هؤلاء المعلمين في التعليم العام ولكنهم لا يتلقون عمومًا أي تدريب تعليمي خاص.

## منظمات لغة الإشارة الكينية
تلتزم كل من جمعية مترجمي لغة الإشارة الكينية والجمعية الوطنية الكينية للصم بحماية حقوق الصم والتعليم في كينيا.

### جمعية مترجمي لغة الإشارة الكينية
جمعية مترجمي لغة الإشارة الكينية (جمعية مترجمي لغة الإشارة الكينية) هي منظمة تدعم إنشاء وتطوير برامج تدريب المترجمين وإصدار الشهادات لهم. تتصور مدونة جمعية مترجمي لغة الإشارة الكينية الرسمية "نهجًا ثلاثي الأبعاد" يتضمن العناصر الثلاثة التالية:
1. شهادة الأعضاء
2. التعليم المستمر للمترجمين الممارسين
3. حل النزاعات من خلال إنفاذ مدونة الأخلاقيات

#### تشكيل جمعية مترجمي لغة الإشارة الكينية
كان برنامج فيلق السلام في حاجة ماسة إلى مترجمين مدربين لبرنامج التدريب قبل الخدمة. كان هناك حاجة إلى المترجمين للسماح للمتطوعين الصم بالتواصل مع المدربين. عندما أصبح من الواضح أن المترجمين المدربين في كينيا نادرون، دعم فيلق السلام اثنين من المترجمين من الولايات المتحدة للعمل مع المترجمين المحليين حتى يتمكنوا من تقديم خدمات ترجمة أفضل في المستقبل لمتطوعي الصم. كانت هناك مجموعة قوية من المتطوعين الصم في عام 1999 الذين دعموا بشكل نشط تخصيص الأموال لتعزيز الدعم للمترجمين المحليين. وقد تم تمويل ورشة عمل مدتها أسبوع واحد نتيجة لضغوط هؤلاء المتطوعين. وقد حضر الورشة التي عقدت في سبتمبر/أيلول 2000 خمسة عشر مترجماً. تم تشجيع المترجمين الكينيين على إنشاء جمعية خلال هذه الورشة التي استمرت لمدة أسبوع. وكان من المقرر أن تكون الجمعية مسؤولة عن:
1. أصبح وسيلة للمترجمين للتفاعل اجتماعيًا
2. تطبيق قواعد أخلاقية متفق عليها بشكل متبادل وتصحيح المترجمين
3. العمل كوسيلة للتقدم من خلال التعليم بين الأقران

وعلى مدى الأشهر القليلة التالية، عقدت جمعيات لصياغة دستور ومدونة أخلاقية، وتم إنشاء قائمة بالمترجمين المدربين في جميع أنحاء البلاد. تم اعتماد هذا البرنامج الذي يستمر لمدة أسبوع واحد لتحفيز ما أصبح يعرف باسم "مجتمع المترجمين الكينيين" بإعلان نافيشا. وقد اعتمدت جمعية لغة الإشارة الكينية أهداف إعلان نافيشا باعتبارها أهدافها الخاصة بمجرد تسجيلها رسميًا بموجب قانون الجمعيات في ديسمبر/كانون الأول 2000.

#### إعلان نافيشا
تنص مدونة لغة الإشارة الكينيةI على أن إعلان Navisha هو:
نحن المترجمون الكينيون الممارسون في مجالات مختلفة نتفق على:
أ) ضمان الاعتراف الرسمي من قبل الحكومة بمهنة المترجمين الفوريين
ب) تشجيع وتعزيز المبادرات الرامية إلى تحسين معايير الترجمة الفورية وتدريب المترجمين الفوريين ومستوى أجور المترجمين الفوريين حسب مستواهم ومهاراتهم في الترجمة الفورية من خلال الاعتماد.
ج) التعاون مع الهيئات الأخرى المعترف بها والمهتمة برعاية الصم وتوفير المترجمين في جميع أنحاء العالم.
د) خلق الوعي حول الصمم و فقدان السمع. المترجمون من خلال نشر المواد الإعلامية
هـ) جمع وتجميع الأموال اللازمة لتحقيق الأهداف والغايات من خلال رسوم العضوية والاشتراكات والمساهمات والهبات والتبرعات والعمولات والمدفوعات وجمع الأموال سواء نقداً أو غير ذلك من الأعضاء وغير الأعضاء.
و) صيانة وإدارة سجل المترجمين الفوريين في كينيا. "

### الجمعية الوطنية الكينية للصم (الجمعية الوطنية الكينية للصم)
الجمعية الوطنية الكينية للصم هي منظمة وطنية كينية غير حكومية أسسها ويديرها الكينيون الصم. تأسست الجمعية الوطنية الكينية للصم في عام 1987 بموجب قانون الجمعيات. تتعاون الجمعية الوطنية الكينية للصم مع المنظمات غير الحكومية الدولية والحكومة الكينية فيما يتعلق بالقضايا المتعلقة بالكينيين الصم. تعمل الجمعية الوطنية الكينية للصم على تعزيز حقوق الإنسان للصم وتسعى جاهدة لتقديم الأبحاث والتدريب في لغة الإشارة وتفسير لغة الإشارة. وهي أيضًا عضو في الاتحاد العالمي للصم.

## شخصيات مهمة في تعليم الصم في كينيا

### أنالينا تونيلي
كانت أنالينا تونيلي متطوعة كاثوليكية رومانية عملت في شرق أفريقيا لجزء كبير من حياتها. تشتهر مدينة تونيلي ببناء مدارس خاصة من أنواع مختلفة. قامت ببناء مدرسة للصم في عام 1980 في واجير، وهي بلدة صومالية كينية في الجزء الشمالي الشرقي من كينيا. كانت المدرسة معروفة باستخدام لغة الإشارة الكينية. حصل تونيلي على جائزة نانسن للاجئين في عام 2003 وتوفي بعد فترة وجيزة نتيجة الاغتيال. تكريمًا لتونيلي، قام ثلاثة خريجين من واجير ببناء مدرسة أنالينا للصم في بوراما، الصومال. كانت أول مدرسة للصم يتم بناؤها في الصومال. في هذه المدرسة بدأت لغة الإشارة الصومالية.

### بياتريس أنوندا وهدم مدرسة القلوب المتواضعة
أسست بياتريس أنوندا مدرسة القلوب المتواضعة في كينيا في سبتمبر 2003. وقد استخدمت اللغتين الكينية واللغة الإنجليزية، مما جعلها أول مدرسة ثنائية اللغة للصم في كينيا. تعلمت أنوندا لغة الإشارة الكينية من مشروع أبحاث لغة الإشارة الكينية في جامعة نيروبي. قامت شركة الأنابيب الكينية مؤخرًا بهدم المدرسة، على الرغم من أن الحكومة ادعت أن الأمر كان حادثًا بسبب بناء أنبوب كان يمر عبر المدينة. لم يتم دفع أي تعويضات، ولكن تم إنشاء فصول دراسية مؤقتة حتى تم إعادة بناء مدرسة Humble Hearts من خلال مساعدة المحسنين والمتطوعين، بما في ذلك منظمة غير حكومية تسمى Angel Covers.